# 동면초등학교 (경남)
동면초등학교는 대한민국 경상남도 양산시 동면 내송리에 있는 공립 초등학교이다.

## 학교 연혁
- 1941년 5월 30일 영천공립국민학교 부설 송정간이학교 개교(설립인가 4월 15일)
- 1944년 5월 15일 송정공립국민학교로 승격(사송리 874-1)
- 1946년 9월 21일 동면국민학교로 명칭 변경
- 1955년 9월 20일 내송리로 본 교사 이전
- 1984년 1월 31일 병설유치원 설립인가
- 1996년 3월 1일 동면초등학교로 개칭
- 2007년 2월 18일 제59회 졸업생(총 1,589명)
- 2007년 9월 1일 제28대 정문득 교장 부임
- 2011년 2월 28일 LH공사 사송지구택지개발지구 편입으로 영천초등학교와 통합[1]
- 2021년 9월 10일 동면초등학교 교명 확정
- 2022년 9월 1일 재개교[2](13(1)학급 189명)
- 2022년 9월 1일 제30대 양재욱 교장 부임

## 참고 자료
- 동면초등학교 - 한국교육학술정보원 학교알리미